# Даймонд, Ханна
Ханна Даймонд (англ. Hannah Diamond; род. 20 июня 1991) — британская певица и фотограф, проживающая в Лондоне. С 2013 года Даймонд на лейбле PC Music выпустила четыре сингла. Её сингл «Attachment» музыкальным порталом Stereogum был назван «жевательной гипердействительностью». Её музыка характеризуется как «интенсивно милой эстетической с неопределенной искренностью». Даймонд стала первой попыткой PC Music вывести на сцену «новый вид поп-звезды».

## Музыкальная карьера

### 2012—2015: Начало
Познакомилась с GFOTY, которая в свою очередь познакомила Ханну с A. G. Cook. Поcле этого они продолжили сотрудничать, в частности, в 2012 году записали первую сольную песню Даймонд, «Attachment». В октябре 2013 года на лейбле PC Music Даймонд записала сингл «Pink and Blue». Песня заняла 5 место в списке «100 лучших треков нынешнего десятилетия».
В январе следующего года Даймонд исполнила бэк-вокальные партии в песне A. G. Cook «Keri Baby». Трек был доступен для скачивания в формате MP3. Свой первый концерт Даймонд дала в Лондоне. Месяц спустя она выпустила песню «Attachment» в качестве своего второго сингла. Песня является «меланхоличной балладой и повествует о современных отношениях».
Третий сингл Даймонд «Every Night» увидел свет в ноябре 2014 года и стал первым синглом PC Music, ставшим доступным на iTunes Store. Песня обсуждает чувства желания и является более зрелой в плане лирики, нежели предыдущие песни певицы. Песню часто сравнивали с «Call Me Maybe» Карли Рэй Джепсен. «Every Night» на SoundCloud проигрывалась 200000 раз и стала первой песней Даймонд, попавшей в Billboard chart, заняв там в итоге 28 место.
В марте 2015 года Даймонд выступила в Остине, в Техасе, в США, в рамках мероприятия SXSW. Её выступление было хорошо оценено The Guardian. 8 мая 2015 года Даймонд выступила на BRIC House, в Бруклине, в Нью-Йорке в рамках фестиваля Red Bull Music Academy. В ноябре 2015 года Даймонд выпустила сингл «Hi» с сопровождающим его музыкальным видео, сделанным при поддержке журнала i-D. В то же время она работала над своим первым полноформатным альбомом, выпуск которого планировался в 2015 году. 

### 2016 — настоящее:Soon I Won't See You at AllиReflections
В феврале 2016 года Ханна сотрудничала с Charli XCX во время записи трека «Paradise», вошедшего в мини-альбом «Vroom Vroom EP». Это стало первой записью, вышедшей на лейбле «Vroom Vroom Recordings», основанным XCX. По словам певицы лейбл будет ориентироваться преимущественно на «бабблгам-поп».
В октябре 2016 года Даймонд на PC Music выпустила сингл «Fade Away». 22 декабря 2016 года Даймонд выпустила свободный для скачивания сингл «Make Believe», спродюсированный easyFun и A.G. Cook.
В декабре 2017 года Ханна выпустила новый микс «Soon I won't see you at all», состоящий из трех новых треков, один из которых — кавер-версия песни Гарета Эмери «Concrete Angel». Микс стал доступен для стриминга на YouTube вместе со ссылкой на его бесплатное скачивание в описании. 16 ноября 2018 года Даймонд выпустила песню «True», которая является синглом её дебютного альбома Reflections.
17 сентября 2019 года Даймонд с Дэнни Л Харлем выпустила песню "Part of Me" . Чуть более месяца спустя, 30 октября Даймонд выпустила сингл "Invisible" с сопровождающим музыкальным видео. С этим релизом она также объявила дату выпуска Reflections и раскрыла обложку альбома. 13 ноября Даймонд выпустила ещё один сингл, предшествующий выходу её альбома под названием «Love Goes On» . Песня была также выпущена с сопровождающим музыкальным клипом.
31 октября 2019 года она объявила о своем первом хэдлайнерском туре "The Invisible Tour" и добавила новые даты: 1 ноября 4 и 28 ноября 2019 года. Тур начался 4 декабря 2019 года. 22 ноября того же года вышел дебютный альбом Reflections, треклист которого стал известен накануне. 5 февраля 2020 года объявила , что она будет выступать на разогреве в четырёх шоу Карли Рэй Джепсен в рамках её Dedicated Tour. В апреле 2020 года вышел альбом ремиксов Reflections.

## Дискография

### Альбом
| Название    | Подробности                                                                                    |
| ----------- | ---------------------------------------------------------------------------------------------- |
| Reflections | - Выпущен: 22 ноября 2019 - Лейбл: PC Music - Формат: LP, цифровое скачивание, стриминг, винил |

### Мини-альбом
| Название            | Детали                                                                    |
| ------------------- | ------------------------------------------------------------------------- |
| Reflections Remixes | • Выпущен: 22 апреля 2020 • Лейбл: PC Music • Формат: Цифровое скачивание |

### Миксы
| Название                    | Подробности                                                       |
| --------------------------- | ----------------------------------------------------------------- |
| Soon I Won’t See You at All | - Выпущен: 13 декабря 2017 - Лейбл: PC Music - Форматы: Стриминг* |

*песни из микса представлены на «Reflections», а также доступны как часть альбома на виниле, в виде цифрового скачивания и LP

### Синглы
| Название                        | Год  | Лейбл    | Альбом             |
| ------------------------------- | ---- | -------- | ------------------ |
| «Pink and Blue»                 | 2013 | PC Music | Неальбомные синглы |
| «Attachment»                    | 2014 | PC Music | Неальбомные синглы |
| «Every Night»                   | 2014 | PC Music | Неальбомные синглы |
| «Hi»                            | 2015 | PC Music | Неальбомные синглы |
| «Fade Away»                     | 2016 | PC Music | Reflections        |
| «Make Believe»                  | 2016 | PC Music | Reflections        |
| «True»                          | 2018 | PC Music | Reflections        |
| «Part of Me» (с Дэнни Л Харлем) | 2019 | PC Music | Неальбомный сингл  |
| «Invisible»                     | 2019 | PC Music | Reflections        |
| «Love Goes On»                  | 2019 | PC Music | Reflections        |

### Синглы-ремиксы
| Название                                  | Год  | Лейбл    | Альбом                   |
| ----------------------------------------- | ---- | -------- | ------------------------ |
| «True» (Life Sim X PC Music Remix)        | 2018 | PC Music | Неальбомный ремикс-сингл |
| «Love Goes On» (Plamistry & Bladee Remix) | 2020 | PC Music | Reflections Remixes      |
| «Invisible» (Dylan Brady Remix)           | 2020 | PC Music | Reflections Remixes      |

### Совместные синглы
| Название                                           | Год  | Лейбл    | Альбом             |
| -------------------------------------------------- | ---- | -------- | ------------------ |
| «Keri Baby» (A. G. Cook при участии Ханны Даймонд) | 2014 | PC Music | Неальбомные синглы |
| «Drop FM» (A. G. Cook при участии Ханны Даймонд)   | 2015 | PC Music | Неальбомные синглы |

### Гостевое появление
| Название                                                                                                 | Год  | Лейбл                  | Альбом            |
| --- | ---- | ---------------------- | ----------------- |
| «Paradise» (Charli XCX при участии Ханны Даймонд)                                                        | 2016 | Vroom Vroom Recordings | Vroom Vroom       |
| «Out Of My Head REMIX» (A. G. Cook при участии Микки Бланко, Дориан Электры, Томми Кэша и Ханны Даймонд) | 2017 | н/д                    | Неальбомный сингл |